# Matthieu Pavon
Matthieu Pavon, né le 2 novembre 1992 à Toulouse, est un golfeur français. 
Professionnel depuis 2014, Matthieu Pavon fait ses débuts dans le circuit de développement du Alps Tour en 2014 puis du Challenge Tour en 2016. Intégré à partir de 2017 au Tour européen (renommé DP World en 2022), il y remporte son premier en octobre 2023 à l'Open d'Espagne lui garantissant d'intégrer le PGA Tour. Ses débuts dans ce dernier lui offre son premier succès en janvier 2024 au Farmers Insurance Open, devenant ainsi le second Français à s'imposer sur un tournoi du PGA Tour.(Le premier étant Louis Tellier).

## Biographie
Fils du footballeur puis entraîneur de football Michel Pavon et de Béatrice Deler-Pavon, enseignante de golf, Matthieu Pavon devient golfeur professionnel. En 2017, il intègre le circuit européen. Il est alors entraîné par Benoît Ducoulombier qui est également l'entraîneur de Victor Dubuisson.
Réussissant à se qualifier pour l'US Open en 2018, il s'y classe 25e. En 2019, qui n'est de son propre aveu pas une « grande année » en termes de résultats, il prend un nouvel entraîneur, Jamie Gough.
En octobre 2023, il remporte l'Open d'Espagne, sa première victoire sur le circuit européen. En fin d'année, son classement européen lui permet d'obtenir une place dans le PGA Tour en 2024. À la fin du mois de janvier, il remporte le Farmers Insurance Open. Cette victoire, la première d'un Français sur le PGA Tour, lui permet de se qualifier pour les tournois majeurs de la saison et lui garantit de pouvoir jouer sur le circuit américain jusqu'en 2026. En avril 2024, il participe à son premier Masters et termine à la 12e place. Il réalise ainsi la meilleure performance française de l'histoire dans cette compétition en battant la 13e place obtenue par Thomas Levet en 2005.

## Palmarès

### Victoires professionnelles
| N° | Date       | Circuit principal | Tournoi                | Score           | Par  | Marge   | Finaliste        |
| -- | ---------- | ----------------- | ---------------------- | --------------- | ---- | ------- | ---------------- |
| 1  | 15/10/2023 | DP World          | Open d'Espagne         | 63-68-66-64=261 | - 23 | 4 coups | Zander Lombard   |
| 2  | 27/01/2024 | PGA               | Farmers Insurance Open | 69-65-72-69=275 | - 13 | 1 coup  | Nicolai Højgaard |

### Résultats en tournois majeurs
| Tournoi               | 2017 | 2018 | 2019 | 2020 | 2021 | 2022 | 2023 | 2024 | 2025 |
| --------------------- | ---- | ---- | ---- | ---- | ---- | ---- | ---- | ---- | ---- |
| Masters               |      |      |      |      |      |      |      | T12  | CUT  |
| Open américain        |      | T25  | CUT  |      |      |      | CUT  | 5    | T64  |
| Open britannique      | CUT  |      |      |      |      |      |      | T50  |      |
| Championnat de la PGA |      |      |      |      |      |      |      | CUT  | T41  |